# Oryol
Oryol hoặc Orel (tiếng Nga: Орёл) là một thành phố ở Nga, trung tâm hành chính của tỉnh Oryol. Nó nằm trên sông Oka, cách Moskva khoảng 360 km (224 dặm) về phía tây nam. Dân số: 333.310 (điều tra dân số 2002). Tại đây có sân bay Orel Yuzhny.

## Khí hậu
Oryol có khí hậu lục địa ẩm (phân loại khí hậu Köppen Dfb) với mùa hè ấm áp trong khi mùa đông chỉ lạnh vừa phải.
| Dữ liệu khí hậu của Oryol               | Dữ liệu khí hậu của Oryol | Dữ liệu khí hậu của Oryol | Dữ liệu khí hậu của Oryol | Dữ liệu khí hậu của Oryol | Dữ liệu khí hậu của Oryol | Dữ liệu khí hậu của Oryol | Dữ liệu khí hậu của Oryol | Dữ liệu khí hậu của Oryol | Dữ liệu khí hậu của Oryol | Dữ liệu khí hậu của Oryol | Dữ liệu khí hậu của Oryol | Dữ liệu khí hậu của Oryol | Dữ liệu khí hậu của Oryol |
| Tháng                                   | 1                         | 2                         | 3                         | 4                         | 5                         | 6                         | 7                         | 8                         | 9                         | 10                        | 11                        | 12                        | Năm                       |
| --------------------------------------- | ------------------------- | ------------------------- | ------------------------- | ------------------------- | ------------------------- | ------------------------- | ------------------------- | ------------------------- | ------------------------- | ------------------------- | ------------------------- | ------------------------- | ------------------------- |
| Cao kỉ lục °C (°F)                      | 8.0 (46.4)                | 9.4 (48.9)                | 18.2 (64.8)               | 27.8 (82.0)               | 32.8 (91.0)               | 35.4 (95.7)               | 38.7 (101.7)              | 39.5 (103.1)              | 30.7 (87.3)               | 26.3 (79.3)               | 16.0 (60.8)               | 9.6 (49.3)                | 39.5 (103.1)              |
| Trung bình ngày tối đa °C (°F)          | −3.7 (25.3)               | −3.6 (25.5)               | 2.3 (36.1)                | 12.2 (54.0)               | 19.5 (67.1)               | 22.9 (73.2)               | 24.9 (76.8)               | 23.7 (74.7)               | 17.3 (63.1)               | 10.1 (50.2)               | 1.9 (35.4)                | −2.7 (27.1)               | 10.4 (50.7)               |
| Trung bình ngày °C (°F)                 | −6.3 (20.7)               | −6.7 (19.9)               | −1.3 (29.7)               | 7.2 (45.0)                | 13.9 (57.0)               | 17.5 (63.5)               | 19.3 (66.7)               | 17.9 (64.2)               | 12.1 (53.8)               | 6.1 (43.0)                | −0.8 (30.6)               | −5.1 (22.8)               | 6.2 (43.2)                |
| Tối thiểu trung bình ngày °C (°F)       | −9 (16)                   | −9.9 (14.2)               | −4.7 (23.5)               | 2.6 (36.7)                | 8.4 (47.1)                | 12.2 (54.0)               | 14.1 (57.4)               | 12.7 (54.9)               | 7.6 (45.7)                | 2.7 (36.9)                | −2.8 (27.0)               | −7.7 (18.1)               | 2.2 (36.0)                |
| Thấp kỉ lục °C (°F)                     | −33.5 (−28.3)             | −37.2 (−35.0)             | −37.8 (−36.0)             | −18.9 (−2.0)              | −5 (23)                   | −0.4 (31.3)               | 3.9 (39.0)                | −2.2 (28.0)               | −5 (23)                   | −13 (9)                   | −26.4 (−15.5)             | −35 (−31)                 | −37.8 (−36.0)             |
| Lượng Giáng thủy trung bình mm (inches) | 43 (1.7)                  | 37 (1.5)                  | 33 (1.3)                  | 43 (1.7)                  | 42 (1.7)                  | 69 (2.7)                  | 76 (3.0)                  | 59 (2.3)                  | 60 (2.4)                  | 54 (2.1)                  | 42 (1.7)                  | 43 (1.7)                  | 601 (23.7)                |
| Lượng tuyết rơi trung bình cm (inches)  | 15 (5.9)                  | 21 (8.3)                  | 21 (8.3)                  | 10 (3.9)                  | 7 (2.8)                   | 0 (0)                     | 0 (0)                     | 0 (0)                     | 0 (0)                     | 3 (1.2)                   | 6 (2.4)                   | 7 (2.8)                   | 90 (35.6)                 |
| Số ngày giáng thủy trung bình           | 23                        | 20                        | 17                        | 12                        | 10                        | 11                        | 8                         | 8                         | 11                        | 14                        | 17                        | 24                        | 175                       |
| Độ ẩm tương đối trung bình (%)          | 84                        | 81                        | 75                        | 65                        | 64                        | 69                        | 71                        | 69                        | 77                        | 82                        | 86                        | 87                        | 76                        |
| Số giờ nắng trung bình tháng            | 34.1                      | 67.2                      | 133.3                     | 186.0                     | 269.7                     | 273.0                     | 288.3                     | 275.9                     | 168.0                     | 89.9                      | 36.0                      | 31.0                      | 1.852,4                   |
| Nguồn: Pogoda.ru.net                    |                           |                           |                           |                           |                           |                           |                           |                           |                           |                           |                           |                           |                           |

## Liên kết
- Tư liệu liên quan tới Oryol tại Wikimedia Commons
- Oryol telephone directory